# Parque nacional de Dghoumes
El Parque nacional de Dghoumes es un área protegida de Túnez, situada a 35 km al este de la ciudad de Tozeur, en la gobernación de Tozeur. Accesible en todo terreno tomando la carretera Tozeur-Kebili, al nivel de la localidad de Dghoumes. Representa los ecosistemas de vegetación y fauna saharianas  de la frontera septentrional del norte del Chott el Djerid o el-Jérid, un gran lago salino de origen endorreico en el centro de Túnez. Al este se encuentra el Chott el-Fejaj. El parque nacional, creado en 2010, tiene 80 km2.

## Características
El objetivo del parque es proteger diversas especies halófitas de la frontera norte del Chott el Djerid, y las especies raras de las vertientes de las colinas que forman parte del parque o que lo rodean, teniendo en cuenta la geomorfología y la diversidad y riqueza de su flora y fauna, en un ambiente bioclimático que va del árido al sahariano.

#### Fauna
Entre los mamíferos, es posible observar con algo de paciencia el erizo del desierto, el erizo moruno, la musaraña gris, la musaraña magrebí, el gato salvaje, la gacela dorcas, el jerbo de Wagner o enano, la musaraña pequeña, la musaraña grande, la rata de Sundevall, la musaraña de Shaw, el jird gordo y otros roedores. También hay liebre del Cabo, chacal y antílope oryx, que desapareció en 1912 y fue reintroducido en 2007 en la zona de estepas predesérticas arbustivas. 
En primavera y otoño pueden verse numerosas aves migratorias. Entre las aves sedentarias, la avutarda hubara, el águila real, el halcón borní, el halcón tagarote o de Berbería, el cernícalo vulgar, la perdiz moruna, el corredor sahariano, el alcaraván común, el avestruz de cuello rojo y distintos tipos de ganga sahariana. Entre los reptiles se encuentra la cobra.

#### Flora
La zona empezó a protegerse en 1996, lo que ha permitido el desarrollo de la vegetación y la multiplicación de la fauna salvaje, como las gacelas dorcas, el oryx y el avestruz de cuello rojo o del Sahara. La acacia de copa plana desapareció y se reintrodujo más tarde, de modo que no supera los cinco metros de altura. Entre las plantas también hay tarays, boalaga y retama moruna.